# Circondario di San Miniato (1925)
Il circondario di San Miniato era uno dei circondari in cui era suddivisa la provincia di Pisa.

## Storia
Il circondario venne istituito nel 1925 in seguito al trasferimento della città di San Miniato e di alcuni comuni limitrofi dalla provincia di Firenze a quella di Pisa. In precedenza San Miniato era stata capoluogo dell'omonimo circondario della provincia di Firenze, poi ridenominato circondario di Empoli.
Il "nuovo" circondario di San Miniato ebbe un'esistenza effimera: nel 1927 il riordino delle circoscrizioni provinciali comportò la soppressione di tutti i circondari italiani.

## Comuni
Il circondario di San Miniato comprendeva i comuni di San Miniato, Montopoli in Val d'Arno, Santa Maria a Monte, Castelfranco di Sotto, Santa Croce sull'Arno, Palaia e Peccioli.